# Bułgarski Komitet Olimpijski
Bułgarski Komitet Olimpijski (bułg. Български олимпийски комитет) – stowarzyszenie związków i organizacji sportowych z siedzibą w Sofii, zajmujące się organizacją udziału reprezentacji Bułgarii w igrzyskach olimpijskich i europejskich oraz upowszechnianiem idei olimpijskiej i promocją sportu, a także reprezentowaniem Bułgarskiego sportu w organizacjach międzynarodowych, w tym w Międzynarodowym Komitecie Olimpijskim.

## Prezydenci Bułgarskiego Komitetu Olimpijskiego
- Eftim Kitanczew (1923–1925)
- Dimityr Stanczow (1925–1929)
- Welizar Lozanow (1929–1941)
- Raszko Atanasow (1941–1944)
- Wladimir Stojczew (1952–1982)
- Iwan Sławkow (1982–2005)
- Stefka Kostadinova (od 2005)